# Julia Stěpanovová
Julia Igorevna Stěpanovová, za svobodna Rusanovová (rusky Ю́лия И́горевна Степанова; 3. června 1986) je ruská atletka, běžkyně na středních tratích. Je mistryní sportu Ruska mezinárodní třídy.

## Život
Julia Stěpanovová vyrůstala v Kursku. Se závodním během začala ve čtrnácti letech. V sedmnácti letech ji potom její trenér Vladimír Mochněv nabídl nedovolené dopingové prostředky, EPO a steroidy.
Mezinárodní asociace atletických federací ([IAAF) 15. února 2013 oznámila, že sportovkyni diskvalifikovala kvůli „nesrovnalostem v biologickém pasu“ a všechny dosažené výsledky počínaje 3. březnem 2011 anulovala. Zákaz startu vypršel začátkem roku 2015.
V roce 2014 se společně s manželem Vitalijem Stěpanovem, bývalým zaměstnancem Ruské antidopingové agentury RUSADA, objevila v německé televizi Das Erste v dokumentu Hajo Seppelta Geheimsache Doping – Wie Russland seine Sieger macht. Oba prohlásili, že ruští atletičtí funkcionáři prodávali za 5% atletových příjmů zakázané prostředky a ve spolupráci s dopingovými komisaři falšovali výsledky testů. Mluvčí prezidenta Vladímira Putina ji nazval Jidášem.
V roce 2016 jí Mezinárodní asociace atletických federací ([IAAF) umožnila startovat na Olympijských hrách 2016 v Riu jako neutrální sportovkyni, ačkoliv ruští atleti byli na základě vyšetřování Světové antidopingové agentury (WADA) z olympijských her vyřazeni.

## Osobní život
V roce 2009 se provdala za Vitalije Stěpanova v listopadu 2013 se jim narodil syn. Nyní používá příjmení Stěpanovová. Společně se svým manželem a synem se trvale odstěhovali do Německa v prosinci 2014.  Manželé odmítli zprávy z ruských médií, podle kterých měli požádat o politický azyl v Kanandě. V roce 2016 žili ve Spojených státech amerických.